# Propast Zapada
Propast Zapada je ime djela čiji je autor njemački politolog Oswald Spengler. Sastoji se od dva sveska, koji su objavljeni 1918. i 1923. godine. 1922. objavljen je revidirani prvi svezak. Budući da je Njemačka bila poražena, ponižena i osiromašena u sukobu znanom kao Prvi svjetski rat, njemački narod je pozdravio ovo djelo, u kojem je Spengler o Europi napisao: “Ti umireš. Vidim u tebi sve značajke stigmi propasti. Mogu
dokazati da tvoje golemo bogatstvo i tvoje golemo siromaštvo,
tvoj kapitalizam i tvoj socijalizam, tvoji ratovi i tvoje
revolucije, tvoj ateizam, tvoj pesimizam i tvoj cinizam, tvoj
nemoral, tvoji uništeni brakovi i tvoja kontrola rađanja, cijede
iz tebe i posljednju kap krvi odozdo i ubijaju te odozgo,
ubijaju te u mozak i istrijebit će te – mogu ti dokazati da
se kod tebe vide svi znakovi umirućih zemalja iz davnih
vremena – Aleksandrije, Grčke i neurotičnoga Rima.”
Dva glavna utjecaja na Spenglera su izvršili Goethe i Friedrich Nietzsche, prvi više nego drugi, ali važnost Friedrichovu objasnit će u svom predavanju "Nietzsche i njegovo stoljeće." Prema Spengleru, postoji 8 glavnih civilizacija, a to su:
1. Babilonska
2. Egipatska
3. Kineska
4. Indijska
5. Meksička
6. Klasična
7. Arapska
8. Zapadna ili "europsko-američka"

On smatra demokraciju korumpiranom, jer se tamo sve vrti oko novca. Tako je zapadni čovjek u Spenglerovom djelu prikazan kao ponosan, ali tragičan junak upravo zbog činjenice da teži onome što je nedostižno. Nakon demokracije treba doći novi predak, ali njemu se nije svidio nacionalsocijalizam.
Spenglerovo kapitalno djelo spada među najznačajnije knjige 20. stoljeća, te je nadahnulo mnoge analize, studije i umjetnička djela. Među potonjima osobito se ističe slika "Propast Zapada" Spenglerova sunarodnjaka Anselma Kiefera.